# لودفيج بورشاردت
لودفيج بورشاردت (Ludwig Borchardt وتنطق: لودفيگ بورشارت) (5 أكتوبر 1863 - 12 أغسطس 1938) عالم مصريات ألماني. عثر على تمثال نفرتيتي في 6 ديسمبر 1912م، في ورشة النحات تحتمس في تل العمارنة.
بورشاردت هرب التمثال الكامل (غير المخدوش) إلى منزله في حي الزمالك بالقاهرة، ومن هناك هربه إلى ألمانيا، أغلب الظن مخفياً ضمن قطع فخار محطمة غير ذات قيمة، مرسلة إلى برلين للترميم. قدم إلى مصر عام 1895م لمساعدة جاستون ماسبيرو في عمل كتالوج للمتحف المصري. في سنة 1905م، أسس بورشاردت معهد الشرق الألماني Deutsche Orient-Gesellschaft في القاهرة، واستمر مديراً له حتى 1928م.
قام بحفريات في تل العمارنة، حيث اكتشف ورشة النحات تحتمس، وفيها العديد من التماثيل منها تمثال نفرتيتي، قام أيضاً بحفريات في هليوبوليس وفي مقابر نبلاء الدولة القديمة في أبو غراب. تقديراً لاكتشافاته في عمارة مصر الفرعونية فقد أنعم عليه القيصر بوسام، ولاحقاً عينه مستشاراً ثقافياً فخرياً في السفارة الألمانية بمصر. توفي في باريس في 12 أغسطس 1938.